# 엔티크
엔티크는 대한민국의 음악 그룹이다. 2018년 1st Single 'Once again'으로 데뷔했다.

## 음반
- Once Again (2018)
- 2nd 싱글앨범 내가 누군지 아니 (2018)
- Ficfion (2019)